# Морозов, Владимир Иванович (мультипликатор)
Влади́мир Ива́нович Моро́зов (1929 — 1995) — советский российский мультипликатор, художник, художник-постановщик, режиссёр мультипликационных фильмов.

## Фильмография

### Ассистент
- 1966 — Хвосты
- 1967 — Раз, два — дружно!
- 1974 — Ну, погоди! (выпуск 8)

### Режиссёр
- 1974 — Лечение Василия
- 1977 — Кто я такой
- 1977 — Старт
- 1983 — Всё для всех
- 1985 — Чудо-дерево
- 1987 — Поползновение
- 1987 — Прямое попадание

### Художник-постановщик
- 1966 — Дорогая дорога (Фитиль № 46)
- 1969 — Крылья дядюшки Марабу
- 1969 — Крючок[1]
- 1970 — Калейдоскоп-70. Просмотрел
- 1970 — Рассказы старого моряка. Необычайное путешествие
- 1971 — Рассказы старого моряка. Необитаемый остров
- 1972 — Зелёный кузнечик
- 1972 — Детские игрушки новой окраски[1]
- 1974 — Весёлая карусель № 6. Лечение Василия
- 1974 — Человек строит дом
- 1978 — Последняя невеста Змея Горыныча
- 1979 — Большая эстафета
- 1980 — Погоня
- 1981 — Раз — горох, два — горох…
- 1984 — Переменка № 3
- 1986 — Сын камня и великан
- 1989 — Притча об артисте (Лицедей)
- 1990 — От дождя до дождя
- 1990 — Приключения кузнечика Кузи (история первая)
- 1991 — Приключения кузнечика Кузи (история вторая)

### Художник
- 1969 — Странная птица
- 1979 — Золушка
- 1983 — От двух до пяти
- 1984 — Разрешите погулять с вашей собакой
- 1986 — На воде
- 1995 — Лев с седой бородой

### Художник-мультипликатор
- 1962 — История одного преступления
- 1963 — Африканская сказка
- 1963 — Дочь солнца
- 1964 — Дело №…
- 1964 — Топтыжка
- 1965 — Каникулы Бонифация
- 1965 — Наргис
- 1966 — Жил-был Козявин